# Тарасконский договор
Договор Тараскона являлся соглашением между папой Николаем IV, королем Франции Филиппом IV, королем Неаполя Карлом II и королем Арагона Альфонсо III, которое привело к концу Арагонского крестового похода, части Войны Сицилийской вечерни. Договор был подписан в Тарасконе, между папскими городами Ананьи и Арль 19 февраля 1291 года, спустя шесть лет после попытки брата Филиппа, Карла Валуа, завоевать Арагон у отца Альфонсо, Педро III, путём Арагонского крестового похода, который организовал предшественник Николая, Мартин IV. Намерение подписавшихся было положить конец военным действиям, чтобы предотвратить арагонское господство над Сицилией, которой тогда управлял брат короля Арагона, Хайме.
Альфонсо по условиям договора должен был:
- поехать в Рим лично, чтобы с него сняли анафему,
- заплатить дань 850 г золота церкви,
- совершить крестовый поход в Святую Землю,
- отозвать все арагонские и каталонские войска Хайме.

Альфонсо также пообещал, что его брат перестанет владеть королевством против воли папства. Ему было рекомендовано также заключить перемирие с королём Кастилии, Санчо IV.
Папа, со своей стороны, аннулировал права Карла Валуа на корону Арагона и признал права на захваченное арагонским монархом Королевство Майорка (нынешние Балеарские острова) за Хайме, ещё одним членом семьи, а именно - дядей, короля Альфонсо III.
Когда умер Альфонсо, на месяц позже после подписания договора, условия были отменены, и договор потерял силу. Его брат Хайме, который не был среди подписавшихся, объединил Арагон и Сицилию и не желал расставаться ни с одним государством. Договор Тараскона был заменен на Договор Ананьи в 1295 году, посредством более сильного папы, чем Николай, Бонифацием VIII, который закончил борьбу по условиям, которые предоставили арагонские хозяева Сицилии.